# Boturovina
Boturovina (Servisch cyrillisch Ботуровина) is een plaats in de Servische gemeente Novi Pazar. De plaats telt 218 inwoners (2002).